# Брида (Ајова)
Брида (енгл. Breda) град је у америчкој савезној држави Ајова. По попису становништва из 2010. у њему је живело 483 становника.

## Демографија
Према попису становништва из 2010. у граду је живело 483 становника, што је 6 (1,3%) становника више него 2000. године.
| Група             | 2000.       | 2010.       |
| Белци             | 471 (98,7%) | 477 (98,8%) |
| Афроамериканци    | 2 (0,4%)    | 2 (0,4%)    |
| Азијати           | 1 (0,2%)    | 1 (0,2%)    |
| Хиспаноамериканци | 3 (0,6%)    | 0 (0,0%)    |
| Укупно            | 477         | 483         |